# L'Ascension du Haut Mal
L'Ascension du Haut Mal és un còmic autobiogràfic de l'autor francès David B., publicada originalment en sis volums per L'Association entre 1996 i 2003. És un còmic francès dels més importants del canvi de segle, sent el seu valor artístic superior al testimonial. Ha influït sobre Persépolis, el còmic de Marjane Satrapi.
El 2014 estava en desenvolupament una adaptació en forma de pel·lícula.

## Argument
L'autor narra gràficament la seua infantesa i joventut, on la malaltia del seu germà, que és epilèptic, té una presència cabal.

## Anàlisi
Segons el crític Quim Pérez l'obra dona opció a distints tipus de lectura:
- Una lectura fixada en els detalls sociològics per tractar el tema de l'altre (que encarna en l'epilèptic, el jueu i l'estranger).[2]
- Una lectura fixada en els detalls de les teràpies seguides per tractar de curar l'epilèpsia. Es mostra que aleshores no entrava dins dels estudis biomèdics de manera plena.[2] Algunes de les teràpies que són recorregudes són: la macrobiòtica, la neurocirurgia, l'exorcisme, els xarlatans, els gurús, l'espiritisme, l'antipsiquiatria, el magnetisme i la musicoteràpia.[4]
- Una lectura filosòfica quant a cerca de la veritat.
- Una lectura nietzscheana per la "construcció d'un jo fort" per part de l'autor-narrador-protagonista per enfrontar-se a la condició del seu germà.
- Una lectura fixada en les relacions de germans, on el germà és considerat una part íntima que el defineix com a persona a l'autor-narrador-protagonista.
- Una lectura fixada en les guerres on França hi ha participat.
- Una lectura fixada en l'aspecte de les mitologies, l'esoterisme i els simbolismes.[5]
- Una lectura fixada en la família, perquè es relata l'experiència que viu una família a l'hora de cuidar d'un familiar malalt.
- Una lectura genealògica.
- Una lectura com a bildungsroman.
- Una lectura fixada en les experiències oníriques.[6]

La figura metafòrica del monstre està present a l'obra, destacant el monstre que representa l'epilèpsia. Destaca la representació monstruosa de la gent normal que mira encuriosida durant els atacs epilèptics, açò trenca l'esquema que contraposa monstruós amb normal i monstruós amb bo, representant la unió correlativa entre monstruós, malvat i normal.

## Estil
Destaca la capacitat de David B. per a presentar de forma visual conceptes que són molt abstractes; com les vinyetes estan molt carregades sense que hi haja un desequilibri; l'ús equilibrat de la quantitat de negre i la seua imaginació gràfica.

## Rebuda
A la revista Time fou elegit com una de les deu millors novel·les gràfiques autobiogràfiques. La traducció a l'anglès rebé crítiques positives a Metacritic, amb una puntuació de 92 sobre 100, basant-se en 15 crítiques. La publicació Publishers Weekly considerà el còmic una de les millors novel·les gràfiques publicades.
El 2005 rebé el Premi Ignatz l'autor per aquesta obra en la categoria d'artista espectacular.
El 2008, la revista francesa les Inrockuptibles va posicionar l'obra al número 55 dels 100 còmics.
El 2012 L'Express posicionà l'obra al vuitè lloc dels 50 còmics més importants.

## Edicions estrangeres
El 2005 l'editorial estatunidenca Pantheon Books la publicà en un sol volum recopilatori.
A Espanya l'editorial Sins entido ha publicat l'obra per volums entre el 2001 i el 2007. I en un sol volum recopilatori el 2009.
Ha sigut publicat el 2012 a Polònia per Kultura Gniewu.